# Kreuzdachbildstock (Lauter, Wengertstraße)

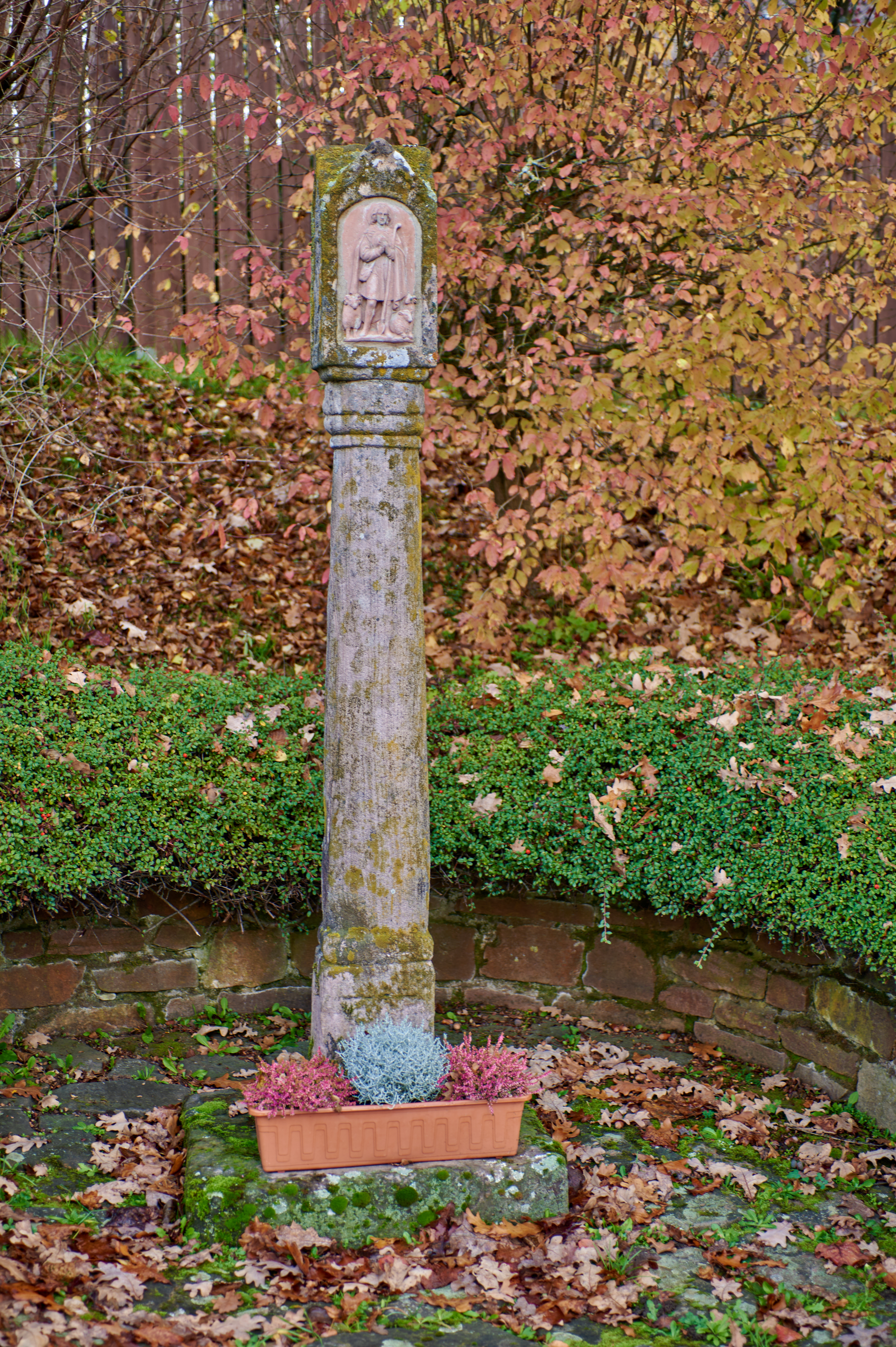
Kreuzdachbildstock in Lauter, Wengertstraße

Der Kreuzdachbildstock Wengertstraße befindet sich in Lauter, einem Gemeindeteil des Marktes Burkardroth im unterfränkischen Landkreis Bad Kissingen in der Wengertstraße.
Der Bildstock gehört zu den Baudenkmälern von Burkardroth und ist unter der Nummer D-6-72-117-39 in der Bayerischen Denkmalliste registriert.

## Beschreibung
Der 213 cm hohe Kreuzhausbildstock besteht aus weißgelblichem Sandstein und entstand im Jahr 1793.
Auf einer versenkten Basis mit den Abmessungen 75 cm × 75 cm steht ein Mnoolith aus einem 38 cm hohen prismatischen Sckel mit den Abmessungen 24 cm × 24 cm, einem 125 cm hohen konischen Schaft mit einem Durchmesser von 23 cm unten und 21 cm oben mit einem 6 cm hhen viereckigen Basiswulst und zwei kleinen Kapitellwülsten (4/4 cm) unter einem  cm hohen Ring. Darauf befindet sich ein 58 cm hohes Kreuzdachhaus mit den Abmessungen 24 cm × 23 cm.
In der Bildnische befindet sich der hl. Wendelin als Hirte. Auf der rechten Seite befindet sich ein Kreuz, links eine Pflanze mit Kreuzblume, rechts die Jahreszahl „1793“, im Giebel und darunter eine Ranke mit vier Blättern.
Die Sockelzier besteht aus:
a) Punktreihe als Flächenrahmen

b) einem Medaillon

c) einem Kreuz

d) einem Viereck.